# NK Istra 1961
O Nogometni klub Istra 1961, comumente referido como NK Istra 1961 ou simplesmente Istra 1961, é um clube de futebol de Pula, Ístria, Croácia. Disputa atualmente a primeira divisão croata. O Istra 1961 manda seus jogos em casa no reformado Stadion Aldo Drosina, que tem capacidade para cerca de 10.000 espectadores.

## História
O clube de futebol NK Uljanik, do qual o clube se origina, foi fundado em 1948. Em 1961, ele se fundiu com outro clube local, o NK Pula, para formar o NK Istra. Por esta razão, 1961 é ocasionalmente considerado o ano fundador do clube. Na temporada 2004/2005, o clube mudou seu nome para NK Pula 1856, porque 1856 foi o ano em que o Império Austro-Húngaro fez de Pula o porto de seu arsenal e o estaleiro Uljanik foi inaugurado. Ainda no mesmo ano, competiu pela primeira vez na Prva Liga (Primeira Divisão Croata).
Em 2005, foi novamente rebatizado, desta vez como NK Pula Staro Češko devido a um contrato de patrocínio com a cervejaria  tcheca Daruvarska pivovara (Staro Češko é uma marca de cerveja). Apenas um ano depois, o nome foi novamente alterado, desta vez para NK Pula. Uma vez mais, apenas um ano depois, em meados de 2007, o nome foi trocado pela quinta vez nos últimos anos, desta feita para NK Istra 1961. A mudança veio após um ultimato da torcida organizada local Demoni, que disseram que o clube só teria seu apoio se o clube mudasse seu nome e cores para as cores tradicionais da cidade (amarelo e verde). Depois ser renomeado, o clube foi vendido em 2011 para um russo que alcançou a promoção para o clube e o vendeu em 2015. O NK Istra 1961 foi comprado por um grupo americano de investimento em 2015.
As categorias de base do NK Istra são muito fortes e sempre brigam pelas primeiras posições nos campeonatos. O NK Istra 1961 tem um rico histórico de torcedores.
A principal torcida organizada se chama Demoni e é conhecida por seus cantos e celebrações explosivas, além de seu orgulho pelo clube. No verão de 2018, a propriedade do clube mudou novamente, desta vez para o consórcio basco Baskonia - Grupo Alavés, que adquiriu uma participação majoritária nas ações e se tornou o único proprietário do NK Istra 1961.
Seu atual escudo caracteriza a arena romana da cidade de Pula, bem como acontecia no antigo escudo da equipe.

## Conquistas
Títulos nacionais:
- 2 vezes campeão da 2ª divisão croata (2003/2004 e 2008/2009)

Finais nacionais:
- 1 vez finalista da Copa da Croácia (2003)

### Legenda
| Campeão | Vice      | ↑         | ↓         |
| Campeão | Finalista | Promovido | Rebaixado |

Artilheiro em negrito quando o jogador foi também o artilheiro do certame.
| - J = Jogos - V = Jogos ganhados - E = Jogos empatados - D = Jogos perdidos - GP = Gols pró - GC = Gols contra - Pts = Pontos - Pos = Posição final | - 1. HNL = MAXtv Prva Liga - 2. HNL = Druga HNL - 3. HNL = Treća HNL | - PR = Fase preliminar - R1 = Primeira fase - R2 = Oitavas de final - QF = Quartas de final - SF = Semi final - F = Final - V = Vencedor |

## Recordistas
A seguir a lista dos princiais jogadores em termos de partidas disputadas e gols marcados pelo Istra 1961 na 1. HNL, até 24 de abril de 2019.
Negrito mostra jogadores que ainda atuam pelo Istra 1961.
| Posição | Jogador           | Tempo no clube            | Jogos |
| ------- | ----------------- | ------------------------- | ----- |
| 1       | Goran Roce        | 2009-2013 2016-2017 2018- | 144   |
| 2       | Vanja Iveša       | 2004-2007 2015-2017 2018  | 130   |
| 3       | Mislav Anđelković | 2006-2013                 | 103   |
| 4       | Nikola Prelčec    | 2009-2013 2016-2018       | 95    |
| 5       | Fausto Budicin    | 2006-2007 2011-2014       | 89    |
| 6       | Asim Šehić        | 2004-2006 2009-2012       | 87    |
| 7       | Dalibor Pauletić  | 2004-2005 2007-2011       | 84    |
| 7       | Darko Raić-Sudar  | 2004-2007                 | 84    |
| 9       | Jure Obšivač      | 2012-2015                 | 81    |
| 10      | Slavko Blagojević | 2012-2014                 | 75    |

| Posição | Jogador             | Tempo no clube            | Gols |
| ------- | ------------------- | ------------------------- | ---- |
| 1       | Asim Šehić          | 2004-2006 2009-2012       | 30   |
| 2       | Goran Roce          | 2009-2013 2016-2017 2018- | 29   |
| 3       | Dejan Radonjić      | 2013-2015                 | 25   |
| 4       | Sandi Križman       | 2012-2014 2015            | 17   |
| 5       | Stiven Rivić        | 2005-2006 2012            | 11   |
| 6       | Slavko Blagojević   | 2012-2014                 | 10   |
| 6       | Josip Jerneić       | 2003-2006 2006-2008       | 10   |
| 8       | Stipe Bačelić-Grgić | 2012-2013                 | 9    |
| 8       | Ramón Miérez        | 2018-                     | 9    |
| 10      | Henri Belle         | 2011-2012                 | 8    |
| 10      | Petar Franjić       | 2013-2015                 | 8    |